# Neal D. Barnard
Neal D. Barnard (Fargo, 10 de juliol de 1953) és un psiquiatra, nutricionista, professor universitari i activista vegà estatunidenc, que va exerceix de president fundador del Physicians Committee for Responsible Medicine (PCRM).

## Infància i educació
Barnard va créixer a Fargo, Dakota del Nord. Va rebre la seva formació mèdica a Universitat George Washington, a la facultat de medicina en psiquiatria, on va començar a explorar dietes veganes. Està certificat per la Junta Americana de Psiquiatria i Neurologia, és membre de l'American College of Cardiology i membre vitalici de l'Associació Mèdica Americana.

## Carrera
Barnard va fundar el Comitè de Metges per a la Medicina Responsable (PCRM) el 1985 per promoure la medicina preventiva. El 2016, el PCRM, amb seu a Washington DC, tenia 150.000 membres, inclosos 12.000 metges, i va registrar ingressos de més de 20 milions de dòlars. Va aparèixer als documentals Forks Over Knives (2011) i What the Health (2017).
Barnard és professor associat adjunt de medicina a la facultat de medicina de la Universitat George Washington. Va fundar el Barnard Medical Center el 2015 com a part de PCRM, i va ser inaugurat el 2016 amb ell com a president; el centre ofereix atenció primària i posa l'accent en l'alimentació i la medicina preventiva.
Barnard és un psiquiatre que no exerceix. Toca el violoncel, la guitarra i el teclat, i ha format part de les bandes Pop Maru, Verdun i Carbonworks.
El 2011, Barnard va ser inclòs al Vegetarian Hall of Fame de la North American Vegetarian Society durant la seva conferència d'estiu, on ocasionalment ha parlat.

## Premis
- Lifestyle Medicine Trailblazer Award, 2016[20] de l'American College of Lifestyle Medicine (ACLM)
- 6th Plantrician Project Luminary Award, 2019[21] - de The Plantrician Project

## Obra publicada

### Publicacions de revistes
- Barnard ND, Willett WC, Ding EL. "El mal ús de la metaanàlisi en la investigació en nutrició". JAMA . 2017; 318(15):1435-1436. .
- Barnard ND, Katz DL. "A partir de l'èxit del programa d'assistència nutricional suplementària: conquerir la fam, millorar la salut". Am J Prev Med . 2017;52(2S2):S103-S105.
- Barnard ND, Levin SM, Yokoyama Y. "Una revisió sistemàtica i metaanàlisi dels canvis en el pes corporal en assajos clínics de dietes vegetarianes". J Acad Nutr Diet . Juny 2015;115(6):954-69.
- Barnard ND, Bush AI, Ceccarelli A, de Jager CA, Erickson KI, Fraser G, Kesler S, Levin SM, Lucey B, Morris MC, Squitti R. "Directrius dietètics i d'estil de vida per a la prevenció de la malaltia d'Alzheimer". Neurobiol Envelliment . 2014;35 Suppl 2:S74-8.
- Barnard ND, Cohen J, Jenkins DJ, Turner-McGrievy G, Gloede L, Green A, Ferdowsian H. "Una dieta vegana baixa en greixos i una dieta convencional per a la diabetis en el tractament de la diabetis tipus 2: una dieta aleatòria, controlada, 74- assaig clínic setmanal". Am J Clin Nutr 2009;89(suppl):1588S-96S.
- Barnard ND, Cohen J, Jenkins DJ, Turner-McGrievy G, Gloede L, Jaster B, Seidl K, Green AA, Talpers S. "Una dieta vegana baixa en greixos millora el control glucèmic i els factors de risc cardiovascular en un assaig clínic aleatoritzat a persones amb diabetis tipus 2". Diabetes Care 2006;29:1777-1783.

### Llibres
- Barnard ND. The Power of Your Plate (1990: Book Publishing Co., Summertown, TN)ISBN 157067003X
- Barnard ND. A Physician's Slimming Guide (1992: Book Publishing Co., Summertown, TN)ISBN 0913990914
- Barnard ND. Food for Life (1993: Harmony/Random House, Nova York, NY)ISBN 0517882019
- Barnard ND. Eat Right, Live Longer (1995: Harmony/Random House, Nova York, NY)ISBN 0517799502
- Barnard ND. Aliments que us fan perdre pes (1992: The Magni Group, McKinney, TX)ISBN 0062570366 Barnard ND. Aliments que us fan perdre pes II (1996: The Magni Group, McKinney, TX)ISBN 188233048X
- Barnard ND (ed.) The Best in the World, volum I (1998), volum II (2000), volum III (2010) i volum IV (2014), (Physicians Committee for Responsible Medicine, Washington, DC).ISBN 1935535013ISBN 1935535013
- Barnard ND. Foods That Fight Pain (1998: Harmony/Random House, Nova York, NY)ISBN 0609600982
- Barnard ND. Turn off the Fat Genes (2001: Harmony/Random House, Nova York, NY)ISBN 0609809040
- Barnard ND. Breaking the Food Seduction (2003: St. Martin's Press, Nova York, NY)ISBN 0312314949
- Barnard ND. Programa del Dr. Neal Barnard per revertir la diabetis . (2007, edició revisada 2018: Rodale, Emmaus, PA)ISBN 1594868107
- Barnard ND, Weissinger R, Jaster BJ, Kahan S, Smyth C. A Nutrition Guide for Clinicians . 1a edició 2007ISBN 0966408152 ; 2a edició 2009ISBN 0966408179 ; 3a edició 2018 (Physicians Committee for Responsible Medicine, Washington, DC)
- Barnard ND i Reilly J. The Cancer Survivor's Guide (2008: Healthy Living Publications, Summertown, TN)ISBN 1570672253
- Barnard ND i Webb R. The Get Healthy, Go Vegan Cookbook (2010: Da Capo, Nova York).ISBN 0738213586ISBN 0738213586
- Barnard ND. Inici de pèrdua de pes de 21 dies (2011: Grand Central, Nova York).ISBN 0446583820ISBN 0446583820
- Barnard ND. Power Foods for the Brain (2013: Grand Central, Nova York).ISBN 1455512206ISBN 1455512206
- Barnard ND. The Cheese Trap (2017: Grand Central, Nova York).ISBN 1455594687ISBN 1455594687
- Barnard ND. Llibre de cuina del Dr. Neal Barnard per revertir la diabetis (2018: Rodale, Emmaus, PA).ISBN 1623369290ISBN 1623369290
- Barnard ND i Nixon LS. El teu cos en equilibri: la nova ciència de l'alimentació, les hormones i la salut (2020: Grand Central, Nova York).ISBN 1538747448ISBN 1538747448